# Orquesta Armonía Show
La Orquesta Armonía Show es un grupo musical originario de la isla de Gran Canaria que actúa en verbenas y fiestas populares, interpretando temas propios y de otros autores, en su mayoría de los géneros musicales del merengue, la cumbia y la bachata.

## Historia
La orquesta nace con el nombre de Armonía, en el año 1978. Liderada por el vocalista y cantante Miguel Jorge Moreno, se convierte rápidamente en una de las más prestigiosas bandas musicales de toda Canarias y Galicia, de tal manera que su popularidad se va a retener hasta la actualidad, ya fallecido el fundador Miguel Jorge Moreno.

## Discografía

### Álbumes
- 1987: Orquesta Armonía 7
- 1989: ¡Ron Pa' To' El Mundo!
- 1992: Volumen VIII
- 1995: Imagínate
- 1995: Amo La Cumbia
- 1996: Sin ti
- 1997: Contigo Quiero Estar
- 1998: Directo, Directo
- 1999: Pensando En La Gente
- 2000: Cumbia, Merengue y Paseito
- 2001: ¡Cómo La Bailas Tú!
- 2002: ¡Lo Que A Ti Te Gusta!
- 2004: Por Y Para Ti
- 2005: Top Secret
- 2006: Suma y Sigue
- 2007: Y Ahora Qué
- 2010: + Fuerte
- 2012: Recuérdame
- 2013: Non Stop
- 2014: Siempre contigo
- 2015: Inconfundible
- 2016: + Q Música
- 2017: 20 Aniversario Tour

### Sencillos
- 1986: Abusadora
- 1993: Amor de Hembra - Que Me Estoy Muriendo